# ドンスアン県
ドンスアン県（ドンスアンけん、ベトナム語：Huyện Đồng Xuân / 縣同春?）は、ベトナム社会主義共和国フーイエン省の県である。面積は1,065.08km²、人口は65,300人（2018年）である。

## 行政区画
1市鎮10社から構成される。